# Morgado de Santiago
O Morgado de Santiago, ou Sam Thiago (grafia arcaica), foi um morgado em Portugal instituído no século XVIII por Domingos Gonçalves Lopes, senhor da casa de Santiago, em Custóias, Matosinhos.

## Administradores
Domingos Gonçalves Lopes, o instituidor, vereador maior de Vila do Conde, casou com D. Ana Maria do Espírito Santo Dias, filha do capitão João Dias da Silva, familiar do Santo Ofício, senhor da casa, e tiveram José Gonçalves Lopes da Silva, capitão-mor da Baliagem de Leça, senhor de prazos e foros em Matosinhos, Santo Tirso, Vila do Conde e Guimarães, das tábuas vermelhas de Nossa Senhora da Oliveira de Guimarães, casado com D. Ana Maria Joaquina de Jesus da Silva, senhora do prazo das Azenhas da Barca da Trofa, foreira do Mosteiro de Landim, filha do capitão das Ordenanças de Matosinhos e Ramalde Manuel da Silva Guimarães, rendeiro das rendas e dízimas da Baliagem de Leça, e de D. Antónia Maria Martins, senhora das Quintas do Rio e da Devesa, em Ramalde. Foi seu filho Domingos Gonçalves Lopes o sucessor, e capitão-mor da Baliagem de Leça, fidalgo de Cota de Armas (carta de 7 de Outubro de 1807). Casou com D. Margarida Rosa de Araújo, filha de Joaquim António Gonçalves de Araújo e de sua mulher, D. Lourença Maria da Conceição da Costa. Seu filho homónimo, Domingos Gonçalves Lopes, major, sucedeu na casa, e não teve geração, caindo em seu irmão D. Rodrigo Gonçalves Lopes, comendador de Ordem de Isabel, a Católica , vice-cônsul do mesmo Estado em Matosinhos e Leça do Balio, senhor das quintas do Souto, da Glória e de São Félix de Picoutos, que casou com D. Joaquina Augusta Vaz Preto Lopes e Silva.

## Quinta de São Félix de Picoutos
Infelizmente esta quinta já não existe. Dela só resta a Capela de São Félix.
Na descrição constante no Registo Predial, o comendador Dom Rodrigo Gonçalves Lopes, fez averbar em 1868 que a propriedade era composta pela parte urbana 'com casas térreas e casas nobres de um andar com seu mirante, cavalariça, cocheira, casas de celeiro, palheiros e mais oficinas de lavoura, além de aidos com seus cobertos e enxidos e a parte rústica um jardim com taça, com água de repuxo e de regar, hortas ajardinadas, um campo e um lameiro. É toda murada sobre si e tem também capela de orago de São Félix.
Os mais antigos registos desta quinta datam de 1718. É dado como proprietário Manuel da Silva e Sousa Félix, filho do Dr. Manuel de Sousa Félix, cónego prebendado da Sé do Porto, e de D. Mariana Coelho. Casou com D. Mariana de Sousa.
O falecimento de Manuel da Silva e Sousa Félix foi em 17 de Julho de 1779, tendo sido sepultado na sua capela. Por testamento, foi esta quinta doada ao Padre António Félix de Sousa e Bessa, seu filho.
Em 18 de Outubro de 1782, faleceu o Padre António Félix da Silva e Sousa Bessa, sendo sepultado na mesma capela e sucederam, por vocação legítima, suas irmãs Maria e Rita Angélica, ambas solteiras. Rita Angélica faleceu na quinta de Picoutos a 22 de Outubro de 1804. A sua irmã Maria teria casado com Domingos Gonçalves Lopes, doutor em Cânones pela Universidade de Coimbra, pois ele aparece como concomitante proprietário com as duas irmãs.
Por sua morte, foi herdeiro o seu sobrinho, Rodrigo Gonçalves Lopes, que também faleceu solteiro a 21 de Junho de 1837, tendo deixado a quinta ao seu sobrinho, o comendador D. Rodrigo Gonçalves Lopes, filho de Domingos Gonçalves Lopes, 2º morgado de Santiago.
D. Rodrigo Gonçalves Lopes casou com D. Joaquina Augusta Vaz Preto Lopes e Silva e comprou, na constância do seu matrimónio, o domínio directo a João Luís da Rosa, que, por sua vez, a tinha arrematado à Fazenda Nacional. O motivo desta transacção foi a extinção das Ordens Religiosas e o confisco das suas propriedades para a Fazenda Nacional, sendo depois vendidas em hasta pública.
Eram largos os bens que D. Rodrigo tinha em redor da sua quinta, sendo de destacar a quinta da Glória, situada nos limites dos lugares da Ermida e de Picoutos. A quinta da Glória foi doada a sua filha D. Maria da Glória com usufruto vitalício a favor do doador.
Devido as vissicitudes da vida, foi esta quinta leiloada, arrematada por Francisco António da Costa Braga que teve-a em seu poder durante 20 anos, até 1892. Foi vendida ao negociante Cassiano dos Santos de Almeida que tinha feito testamento com trinta anos a 27/12/1888 e que faleceu solteiro e falido na freguesia da Sé a 05/12/893. Em 1894, foi novamente arrematada em hasta pública por Joaquim Pedro de Resende que a vendeu, 4 meses depois, a António Cabral Borges. Em 1901, este vendeu-a a António Moreira Bessa, tendo entrado depois no património de Manuel Quelhas Lima, um dos 8 filhos de António Martins Lima e Amélia dos Santos Quelhas, casado com Maria Júlia Azenha Quelhas Lima. Em 1982, foi arrematada pela Câmara Municipal de Matosinhos; nas décadas seguintes o espaço da quinta, em torno da Capela de São Félix, foi urbanizado.
Ao longo do terceiro quartel do século XVIII até à primeira metade do século XIX, a capela serviu de local de sepultamento para as famílias Sousa Félix e Gonçalves Lopes, em cujas sepulturas se encontram as armas e epitáfios próprios de sua nobreza.